# جلال‌آباد چاه سرخ
جلال‌آباد چاه سرخ یک منطقهٔ مسکونی در ایران است که در دهستان کوهستان (نائین) واقع شده‌است.